# Máy bay tiêm kích phản lực thế hệ thứ ba
Máy bay tiêm kích phản lực thế hệ thứ ba tồn tại trong giai đoạn từ nửa sau thập niên 1960 tới thập niên 1970.

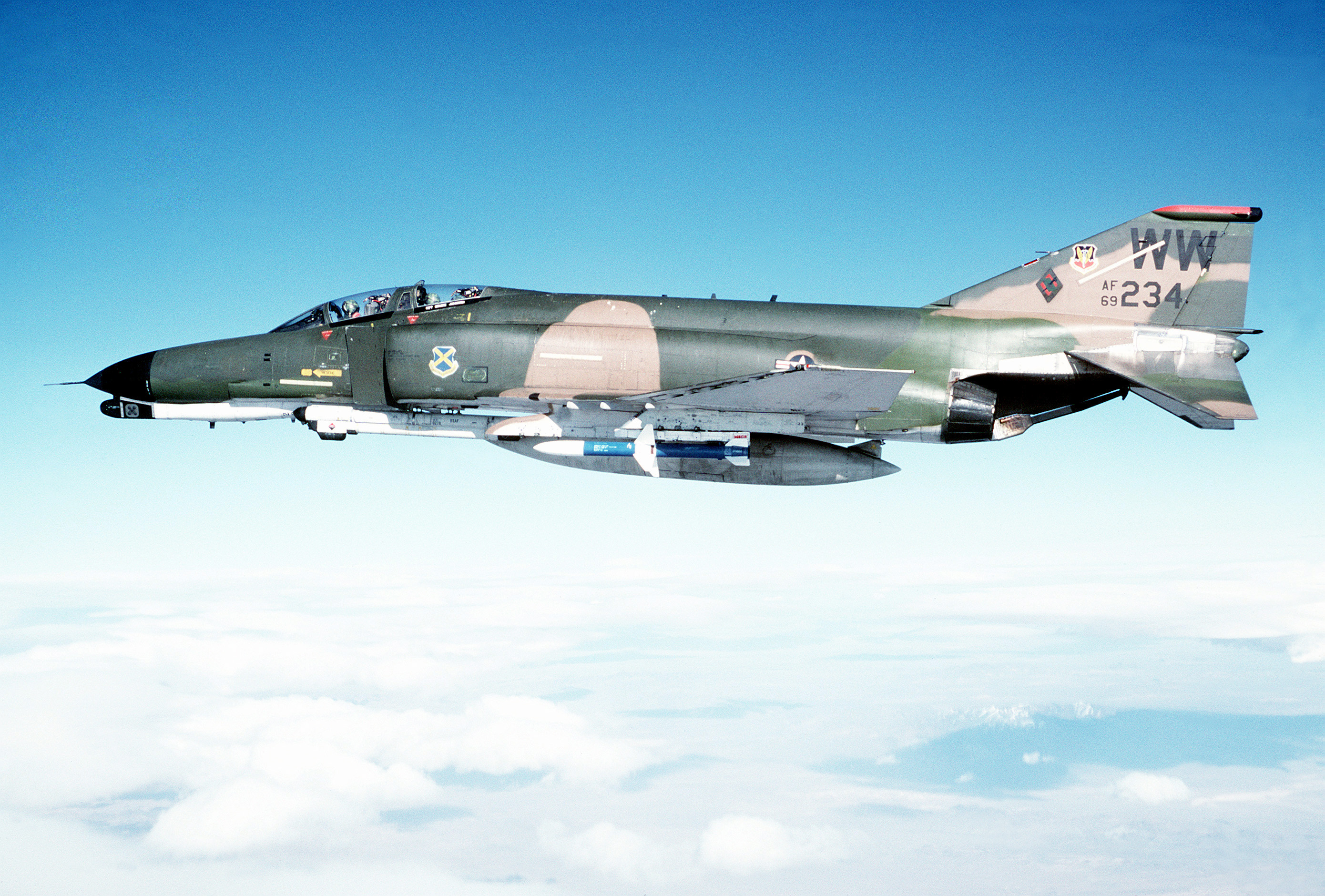
McDonnell Douglas F-4G Phantom II

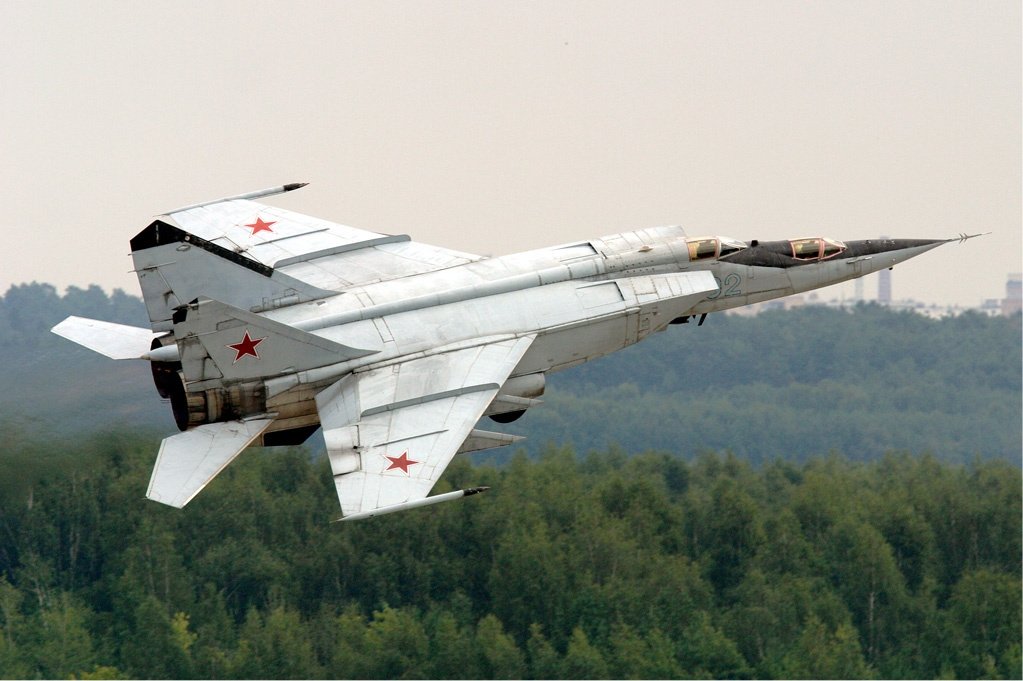
MiG-25PU của Không quân Nga

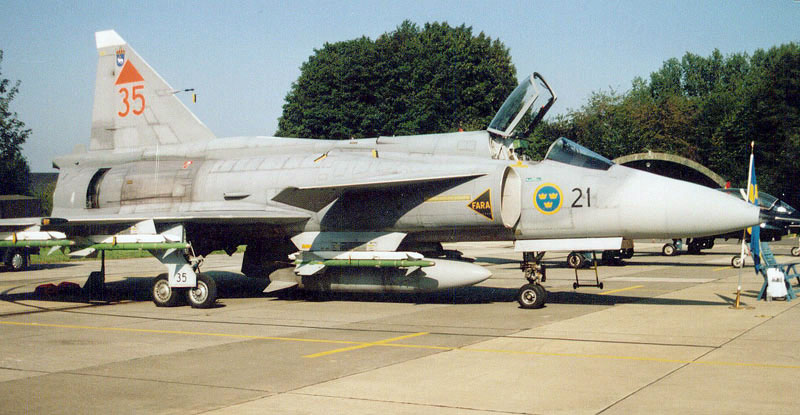
Saab 37 Viggen

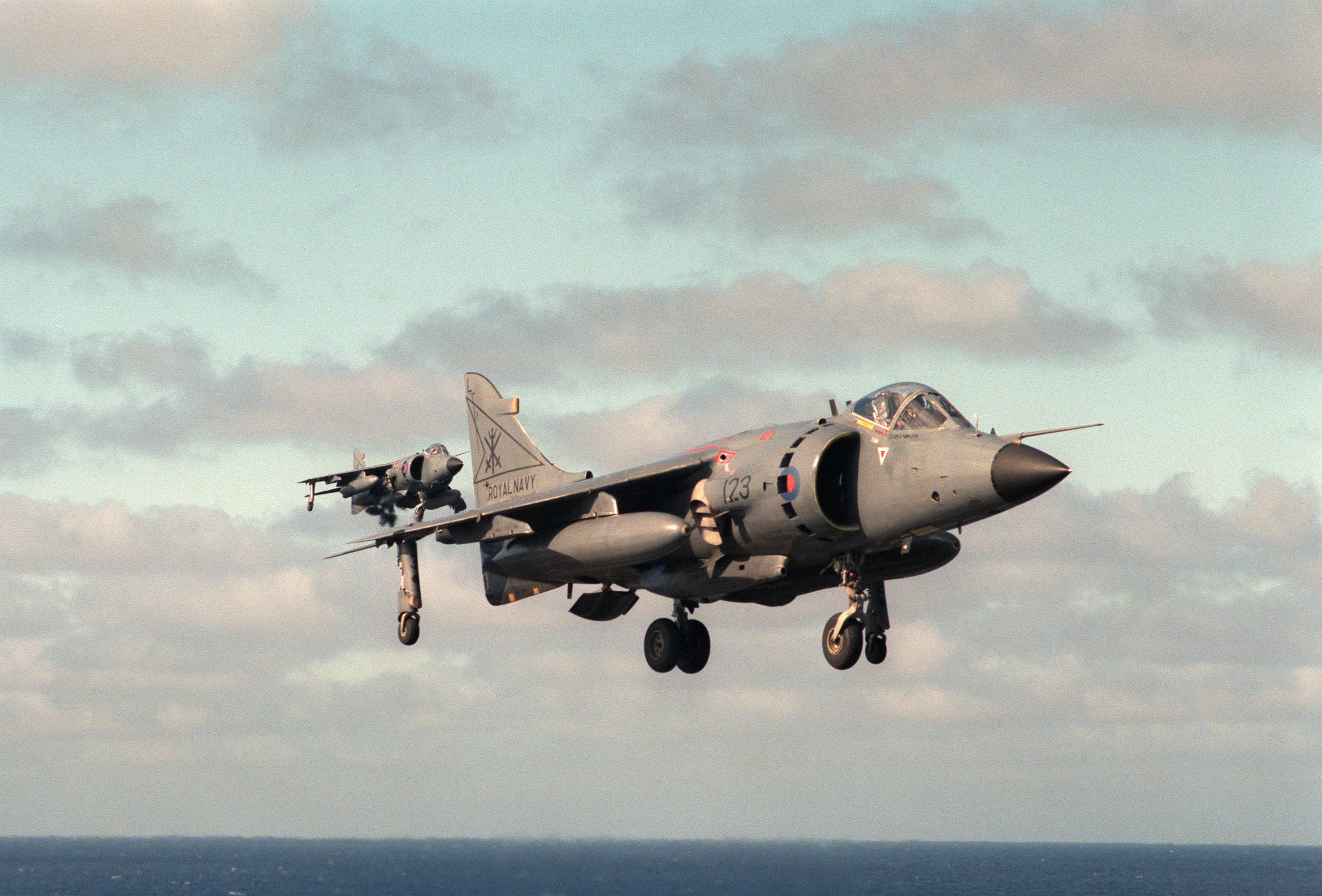
BAE Sea Harrier

## Phát triển
Thế hệ thứ ba này chứng kiến những cải tiến đổi mới về thành tựu kỹ thuật công nghệ so với thế hệ thứ hai, nhấn mạnh vào khả năng cơ động và cường kích truyền thống. Trong suốt thập niên 1960, kinh nghiệm chiến đấu với tên lửa có điều khiển đã chứng minh không chiến sẽ rơi vào những cuộc không chiến tầm gần, mà điển hình nhất là các cuộc không chiến trên vùng trời miền Bắc Việt Nam trong Chiến tranh Việt Nam, nơi những chiếc máy bay tiêm kích như MiG-17, MiG-19, MiG-21 đối đầu với F-105, F-4, F-104, F-8. Hệ thống điện tử bắt đầu được trang bị cho máy bay tiêm kích, thay thế các thiết bị buồng lái cũ kĩ. Ngoài ra kiểu dáng khí động học cũng được cải tiến, máy bay có thêm cánh mũi, cánh tà phụ mép trước và blown flap. Một số công nghệ được thử nghiệm như cất hạ cánh đường băng ngắn/thẳng đứng, nhưng công nghệ điều hướng lực đẩy động cơ phản lực chỉ thành công trên Harrier Jump Jet và Yakovlev Yak-38.

## Hệ thống điện tử
Khả năng không chiến được tăng cường cùng với việc đưa vào trang bị các tên lửa không đối không, radar, và các hệ thống điện tử hiện đại khác. Pháo vẫn còn là vũ khí tiêu chuẩn (các phiên bản đời đầu của F-4 lại không có pháo), nhưng các tên lửa không đối không đã trở thành vũ khí chính cho các máy bay tiêm kích ưu thế đường không (air superiority fighter), những chiếc tiêm kích ưu thế đường không này sử dụng các radar tinh vi hơn và các tên lửa không đối không điều khiển bằng vô tuyến tầm trung giúp máy bay có thể đánh chặn từ xa, tuy nhiên, xác suất tiêu diệt của tên lửa điều khiển bằng vô tuyến lại tỏ ra rất thấp do độ tin cậy kém và chống đối kháng điện tử tồi. Tên lửa không đối không đầu dò hồng ngoại có tầm quét lên tới 45°, tăng cường tính khả dụng chiến thuật của chúng. Trong chiến tranh Việt Nam, thành tích kém của các máy bay tiêm kích Mỹ như F-4, F-105 khi đối đầu với MiG-21 trong không chiến tầm gần với máy bay tiêm kích của Việt Nam, đã buộc Hải quân Mỹ phải thành lập trường huấn luyện đặc biệt TOPGUN và Không quân Mỹ thiết lập cái gọi là "Chương trình huấn luyện không chiến đặc biệt" để nâng cao khả năng không chiến của các phi công Mỹ. Các máy bay A-4 và F-5 được sử dụng làm "quân xanh" vì có những tính năng khá tương đồng với MiG-17 và MiG-21.

## Vũ khí
Thời kỳ này cũng chứng kiến khả năng cường kích được tăng cường, chủ yếu nhờ các tên lửa có điều khiển và sự ra đời của hệ thống điện tử đầu tiên thực sự có hiệu quả cho việc tăng cường khả năng cường kích, gồm hệ thống radar bám bề mặt địa hình (terrain-following radar). Các tên lửa không đối diện (ASM) trang bị các đầu dò quang-điện (E-O) – như các phiên bản đầu của AGM-65 Maverick và Kh-29 – đã trở thành vũ khí tiêu chuẩn, và bom điều khiển bằng laser (LGB) được sử dụng phổ biến trong tiến công mục tiêu cần độ chính xác cao. Đạn dược có điều khiển chính xác (PGM) được lắp vào các thùng vũ khí gắn ngoài cũng được đưa vào trang bị giữa thập niên 1960.
Sự phát triển của máy bay tiêm kích thế hệ thứ ba cũng dẫn đến sự phát riển của các vũ khí từ động mới, chủ yếu là các pháo dùng nguồn năng lược bên ngoài để vận hành cơ chế hoạt động (Chain gun); điều này cho phép máy bay có thể mang duy nhất một pháo nhiều nòng (chẳng hạn như 20 mm Vulcan) nhưng có tốc độ bắn và độ chính xác tốt. Độ tin cậy của động cơ cũng được tăng lên, động cơ phản lực đã trở thành "không khói" giúp nó khó bị phát hiện từ khoảng cách xa.

## Chuyên môn hóa
Máy bay tiêm kích đánh chặn chuyên nhiệm (như Mikoyan-Gurevich MiG-25) có tầm hoạt động lớn hơn, trần bay cao hơn, vận tốc lớn hơn, hệ thống điện tử hiện đại hơn, động cơ mạnh giúp chúng có thể chặn đánh bất cứ máy bay ném bom hay tiêm kích nào của đối phương xâm phạm vào khu vực phòng thủ của chúng.

## Máy bay
- Pháp
  - Dassault Mirage F1
  - Dassault-Breguet Super Étendard (hải quân)
- Iran
  - HESA Azarakhsh
  - HESA Saeqeh
- Israel
  - IAI Kfir
- Ý/ Hoa Kỳ
  - Aeritalia F-104S
- Nhật Bản
  - Mitsubishi F-1
- Trung Quốc
  - Chengdu J-7E/G
  - Shenyang J-8/Shenyang J-8II
- South Africa
  - Atlas Cheetah
- Liên Xô
  - Mikoyan-Gurevich MiG-21bis
  - Mikoyan-Gurevich MiG-23
  - Mikoyan-Gurevich MiG-25
  - Sukhoi Su-15
  - Sukhoi Su-17
  - Tupolev Tu-28
  - Yakovlev Yak-38 (hải quân)
- Thụy Điển
  - Saab 37 Viggen
- Anh Quốc
  - British Aerospace Sea Harrier (hải quân)
- Anh Quốc/ Hoa Kỳ
  - BAE Harrier II (hải quân)
- Hoa Kỳ
  - McDonnell Douglas F-4 Phantom II
  - Northrop F-5

### Dự án hủy bỏ
- Pháp
  - Dassault Mirage F2 (bay lần đầu ngày 12/6/1966)
  - Dassault Mirage G (bay lần đầu ngày 18/11/1967)
  - Dassault Mirage IIIV (bay lần đầu ngày 18/11/1967)
- Trung Quốc
  - Nanchang J-12 (bay lần đầu ngày 26/12/1970)
- Liên Xô
  - Mikoyan-Gurevich Ye-8 (bay lần đầu ngày 11/9/1962)
  - Mikoyan-Gurevich Ye-150/Ye-151/Ye-152 (bay lần đầu ngày 10/7/1959)
- Anh Quốc
  - Hawker P.1121 (không chế tạo)
  - Hawker Siddeley P.1154 (không chế tạo)
- Hoa Kỳ
  - Bell D-188A (không chế tạo)
  - Douglas F5D Skylancer (bay lần đầu ngày 21/4/1956)
  - Douglas F6D Missileer (không chế tạo)
  - General Dynamics/Grumman F-111B (bay lần đầu ngày 18/5/1965)
  - Grumman XF12F (không chế tạo)
  - Lockheed CL-1200/X-27 Lancer (không chế tạo)
  - Lockheed YF-12 (bay lần đầu ngày 7/8/1963)
  - North American XF-108 Rapier (không chế tạo)
  - Rockwell XFV-12 (không có khả năng bay)
  - Vought XF8U-3 Crusader III (bay lần đầu ngày 2/6/1958)
- Tây Đức
  - EWR VJ 101 (bay lần đầu ngày 10/4/1963)
  - VFW VAK 191B (bay lần đầu ngày 20/9/1971)